# Mungari
Mungari is een spookdorp in de regio Goldfields-Esperance in West-Australië.

## Geschiedenis
In 1897 werd langs de Eastern Goldfields Railway tussen Coolgardie en  Kalgoorlie een locatie voorzien voor een dorp. Er werd dat jaar een hotel gebouwd. In 1904 werd het dorp officieel gesticht. De spelling van de naam werd doorheen de jaren een aantal keren aangepast, onder meer om verwarring met mijndorpje Mulgarrie te vermijden..
Tijdens de Eerste Wereldoorlog lag in Mungari een oefenkamp van het leger.

## Beschrijving
Mungari maakt deel uit van het lokale bestuursgebied (LGA) Shire of Coolgardie, waarvan Coolgardie de hoofdplaats is. Het district is de grootste producent van mineralen in de regio Goldfields-Esperance. Er zijn meer dan twintig mijn- en verwerkingsbedrijven actief.
De onderneming 'Evolution Mining' exploiteert twee goudmijnen nabij Mungari, de dagbouwmijn 'White Foil' en de ondergrondse mijn 'Frog’s Leg'.
Mungari werd door de West-Australische overheid als industriegebied ingekleurd. Anno 2018 lag het industriegebied er al dertig jaar verlaten bij. Dat jaar verkoos de onderneming 'Kidman Resources' een locatie in Kwinana boven Mungari voor een lithiumfabriek.

## Ligging
Mungari ligt 574 kilometer ten oostnoordoosten van de West-Australische hoofdstad Perth, 24 kilometer ten zuidwesten van het aan de Goldfields Highway gelegen Kalgoorlie en 18 kilometer ten noordoosten van het aan de Great Eastern Highway gelegen Coolgardie.

## Klimaat
De streek kent een warm steppeklimaat, BSh volgens de klimaatclassificatie van Köppen.